# Elecciones estatales de Chihuahua de 1962
Las elecciones estatales de Chihuahua de 1962 se llevaron a cabo el domingo 1 de julio de 1962, y en ellas se renovaron los siguientes cargos de elección popular en el estado mexicano de Chihuahua:
- Gobernador de Chihuahua. Titular del Poder Ejecutivo del estado, electo para un periodo de seis años no reelegibles en ningún caso, el candidato electo fue Práxedes Giner Durán.
- 12 diputados del Congreso del Estado. Electos por mayoría relativa en cada uno de los Distritos Electorales.
- 66 ayuntamientos. Compuestos por un presidente municipal y regidores, electos para un periodo de tres años no reelegibles para el periodo inmediato.

## Resultados electorales

### Gobernador
|  | 23.04 % |

|  | 76.96 % |

|  | 100.00 % |

### Ayuntamientos
| Partido                                | Partido | Partido                              | Ayuntamientos |
| -------------------------------------- | ------- | ------------------------------------ | ------------- |
|                                        |         | Partido Acción Nacional              | 0/66          |
|                                        |         | Partido Revolucionario Institucional | 66/66         |
|                                        |         | Partido Popular Socialista           | 0/60          |
| Total                                  | Total   | Total                                | 66            |
| Las Elecciones en Chihuahua 1921-2006. |         |                                      |               |

#### Ayuntamiento de Chihuahua
- Roberto Ortíz Raynal   Hecho

#### Ayuntamiento de Juárez
- Félix Alfonso Lugo   Hecho

### Congreso del Estado de Chihuahua
| Partido                                | Partido | Partido                              | Escaños |
| -------------------------------------- | ------- | ------------------------------------ | ------- |
|                                        |         | Partido Acción Nacional              | 0/12    |
|                                        |         | Partido Revolucionario Institucional | 12/12   |
| Total                                  | Total   | Total                                | 12      |
| Las Elecciones en Chihuahua 1921-2006. |         |                                      |         |

#### Diputados electos
| Distrito | Cabecera            | Partido | Nombre                  |
| -------- | ------------------- | ------- | ----------------------- |
| I        | Chihuahua           |         | Héctor Fierro Sáenz     |
| II       | Hidalgo del Parral  |         | Isidro Hermosillo       |
| III      | Cuauhtémoc          |         | José Solis Trejo        |
| IV       | Ciudad Juárez       |         | Roberto Delgado Urias   |
| V        | Camargo             |         | Jesús Sagarnaga A.      |
| VI       | Jiménez             |         | Juan Fernández Perea    |
| VII      | Guerrero            |         | Rodolfo Mariscal M.     |
| VIII     | Aldama              |         | Manuel García Sánchez   |
| IX       | Nuevo Casas Grandes |         | José A. Molina          |
| X        | Batopilas           |         | Silvino Espino Loya     |
| XI       | Guadalupe y Calvo   |         | Juan Jáquez Ruiz        |
| XII      | Uruachi             |         | Samuel I. Valenzuela P. |